# Mohamed Roudani
Mohamed Roudani (en arabe : محمد الروداني), de son vrai nom Mohamed Abou Choukri, né en 1930 à Casablanca et mort le 6 octobre 2004 dans la même ville, est un footballeur international marocain évoluant au poste de défenseur du début des années 1950 jusqu'en 1964. 
En 1950, il commence sa carrière au Raja Club Athletic et fera partie de la toute première équipe de l’histoire du Raja qui commence la saison 1950-1951 au sein de la quatrième division du football national. En 1952, il reçoit le brassard de capitaine qu’il va porter jusqu’à sa retraite en 1964. Il se consacre ensuite à la formation et servira comme entraîneur-adjoint de Mohamed Tibari quand le Raja remporte son premier titre majeur, la Coupe du Trône 1974. En 1983, il quitte définitivement le monde du football après 33 années au service du Raja comme joueur, entraîneur et formateur. 
Avec les Lions de l'Atlas, il est appelé par Mohamed Naoui en équipe nationale travailliste pour jouer le tournoi Ferhat Hachad en Tunisie. Il est appelé par Larbi Benbarek pour rejoindre la première équipe nationale marocaine constituée après l’indépendance, à l'occasion des Jeux Panarabes de 1957. Il remporte ensuite les Jeux Panarabes de 1961 à Casablanca. Roudani joue ses derniers matchs en sélection au titre des éliminatoires de la Coupe du monde 1962, où le Maroc élimine la Tunisie puis le Ghana, avant d’être battu par l’Espagne au barrage. 

## Biographie

### En club

#### Débuts
Mohamed Roudani voit le jour en 1930 dans le quartier de Derb Sultan, à Casablanca, et commence à jouer au football dans les petites équipes du quartier. En 1950, il entame sa carrière au Raja Club Athletic au poste d'attaquant sous la houlette de son coéquipier Mohamed Naoui qui officiait en tant qu'entraîneur-joueur, avant d'opter pour le poste de défenseur central.
Du fait que le club n'a disputé que des matchs amicaux durant plus d'une année avant de recevoir l'affiliation de la Ligue du Maroc à l'été 1950, Roudani fait partie de la toute première équipe de l’histoire du Raja qui commence la saison 1950-1951 au sein de la Deuxième Division (Groupe Chaouia-nord), soit le 4e échelon du football national. Exempté de la première journée jouée le 1er octobre 1950, les Verts entrent en lice le 8 octobre face à l'AS Police Casablanca. Le 15 octobre, Roudani est sur le banc lorsque le Raja s'incline au deuxième tour de la Coupe d'Afrique du Nord face à l'Union sportive de Fès (5-0). 
Le 8 avril 1951, le Raja s'impose face à l'AS Boulhaut (Benslimane) pour terminer en tête de sa division et monter en Première Division. L'assemblée générale de novembre 1951 décide de faire basculer Mohamed Naoui sur le poste de directeur sportif et le remplacer par Abdelkader Jalal au poste d'entraîneur.
En 1952, il devient le premier capitaine attitré de l'histoire du club et va occuper cette fonction jusqu'en 1964.

#### Confirmation
Après l'indépendance du Maroc en 1956, la FRMF est créée et remplace donc l'une des vingt-deux ligues de la Fédération française de football du temps du Protectorat français qui était dénommée Ligue du Maroc de Football Association. Le critérium remplaça le championnat et devait aboutir à des barrages, chaque équipe devant disputer trois matchs et remporter autant de victoires pour accéder à l'élite,.
Le Raja commence son parcours au deuxième tour (Ligue Chaouia) en battant le KSNAC (4-1), puis l'US Ben Ahmed (2-0, buts de Moussa Hanoun et Abderrahmane Acila) et l'Olympique de Ouezzane sur un score fleuve de 7-1 grâce à un doublé de Hamid Bahij et un autre de Hanoun. Le Raja fut ainsi la première équipe à accéder à la première division du fait que leur dernier match fut joué à 8h30 au Stade Philipe.
Le 15 novembre 1956, Roudani joue son premier match en championnat 1956-1957 face au Fath Union Sport, perdu sur le score de 2-0. Le 22 novembre, le Raja bat le Sporting des Roches Noires au compte de la 2e journée (2-0, buts de Hamid Bahij et Ahmed Naoui).

### En sélection
En 1956, Mohamed Roudani est appelé par Mohamed Naoui, avec son coéquipier Moussa Hanoun, en équipe nationale travailliste pour prendre part au tournoi Ferhat Hachad organisé en Tunisie, qui fut remporté par les marocains.
Mohamed Roudani fait partie de la première sélection marocaine constituée après l'indépendance, et entrainée par Larbi Benbarek à l'occasion des Jeux Panarabes de 1957 au Liban. Cela fait de lui le premier joueur du Raja à porter le maillot de l'équipe nationale, en compagnie du buteur Abderrahmane Acila. Le premier match fut joué contre l'Irak le 19 octobre 1957 (3-3). L'équipe bat ensuite la Libye (5-1), et la Tunisie (3-1), ce qui le qualifie en demi-finale. Son parcours  prend fin en demi-finale face à la Syrie le 26 octobre 1957 malgré le fait que la rencontre se soit terminée par un match nul (1-1).
Du 24 août au 8 septembre 1961, il prend part aux Jeux Panarabes de 1961 organisés à Casablanca et remportés par les Lions de l’Atlas. Roudani est appelé pour disputer les éliminatoires de la Coupe du monde 1962 sous Larbi Benbarek puis Mohamed Massoun. Les Lions de l'Atlas font face à la Tunisie. Après une victoire de 2 à 1 à l'aller, ils s'inclinent sur le meme score au retour, un match barrage est donc prévu pour janvier 1961 à Palerme en Italie,. Le match se termine encore une fois par un nul. Pour départager les deux équipes, un tirage au sort a lieu et tourne à l'avantage du Maroc qui continue dans les qualifications,. Les marocains enchaînent et éliminent le Ghana pour affronter l'Espagne pour le match décisif. L'équipe du Maroc est finalement éliminée à la suite de deux défaites successives face aux Espagnols (1-0, puis 3-2),.

### Fin de carrière et reconversion
En 1964, il décide de mettre fin à sa carrière de joueur à l'âge de 34 ans malgré les interventions insistantes du Père Jégo et des autres dirigeants du club. 
Il s'était ensuite consacré à l'encadrement ce qui lui avait permis de former des dizaines de joueurs qui avaient fait les beaux jours du Raja, tels que Petchou, Abdelali Bénini, P'tit Omar, Mohamed Laarabi, Jawad Al Andaloussi, Abdelmajid Dolmy ou Fathi Jamal. Après le départ de Pál Orosz en 1973, il lui succède brièvement avant d'occuper le poste d'entraîneur adjoint de Mohamed Tibari lorsque le Raja remporte la Coupe du Trône 1974 contre le Maghreb de Fès au Stade d'honneur.
En 1968, toujours fortement attaché à son club, il n'hésite pas donner le nom de Rajaâ à son enfant qui venait de naître, alors que l'équipe venait de perdre la finale de la Coupe du Trône au profit du Racing AC. En 1983, il quitte définitivement le monde du football.

### Décès
Mohamed Roudani décède le 6 octobre 2004 à l'âge de 74 ans après avoir lutté contre la maladie depuis 1984. Ses proches affirment qu'il n'hésitait jamais de se rendre au Stade Mohamed V pour suivre les rencontres importantes de son club bien aimé.

## Palmarès
Maroc
- Jeux panarabes (1) :
  -  Médaille d'or : 1961.

 Équipe nationale corporative
- Tournoi Ferhat Hachad
  - Vainqueur: 1956